# Sébastien Pontault de Beaulieu
Pour les articles homonymes, voir Pontault et Beaulieu.
Sébastien Pontault de Beaulieu (1612-1674) est un ingénieur, militaire et dessinateur français qui servit sous les règnes de Louis XIII et de Louis XIV. Il est considéré comme le créateur de la topographie militaire, par le relevé et le dessin systématiques - auxquels il procéda sur le terrain - des plans des batailles, des sièges, des expéditions militaires et des faits d'armes qui se déroulèrent sous ces règnes,,.

## Biographie

### Origines
Sébastien Pontault, seigneur de Beaulieu, chevalier de l'Ordre de Saint-Michel, fut ingénieur militaire, géographe et Maréchal de camp, sous les règnes de Louis XIII et Louis XIV. 
Le nom Beaulieu est très certainement à rapprocher du village de Beaulieu, lieu-dit depuis rattaché à la commune de Marolles-en-Hurepoix dans le département de l'Essonne, où est mentionnée l'existence d'un château devenu ferme, qui lui tint lieu de résidence de campagne.
La cartographie topographique actuelle au 1/25000e confirme l'existence d'un lieu-dit Terres de Beaulieu sur cette commune, ainsi que d'un Bois de Beaulieu attenant. Les informations actuellement disponibles sur le site de la commune de Marolles attestent enfin de l'existence d'une ferme de Beaulieu, ancien château.
Il paraît très vraisemblable qu'il n'y résidait que de façon occasionnelle. On lui connaît ainsi, en 1655, une adresse à Paris,  dont la mention est assortie d'une précision soucieuse : Sieur de Beaulieu, ingénieur ordinaire du Roy, sur le quay des Grans Augustins, près le grand portail de l'église, au bout du pont neuf.

### Carrière militaire
Beaulieu fut un militaire précoce et vaillant. Il prit les armes à l'âge de 15 ans à l'occasion du siège de La Rochelle (1627-1628), ce qui lui valut d'être fait Commissaire d'Artillerie. Les services qu'il rendit dans l'Armée de Lorraine sous le commandement du Duc de Longueville le firent Contrôleur général d'artillerie de l'armée, et de la Lorraine. 
En 1636, lors du siège de Corbie, il dressa les plans de la ville et de ses fortifications.
À la suite du siège d'Arras (1640), il devint Contrôleur provincial d'artillerie pour l'Artois. S'étant distingué au siège de Perpignan, il fut alors repéré par Mazarin et Louis XIV, et il opéra encore avec le Duc d'Enghien (Louis II de Bourbon-Condé dit le Grand Condé) à la bataille de Rocroi et au siège de Thionville en 1643, ou au siège de Philippsburg en 1644.

### Blessures
Au cours de sa carrière militaire, il fut également blessé en plusieurs occasions, qui l'ont sans doute éloigné des premières lignes, et amené à une implication accrue dans son activité de représentation et cartographie des faits d'armes des armées royales. Ainsi, il fut d'abord blessé d'une mousquetade à l'épaule à la bataille de Veillane (Avigliana, Piémont Italien) en 1630. Il reçut un coup d'épée au travers du corps au siège d'Arras (1640), et eut encore le bras droit emporté d'un boulet de canon au siège de Philippsburg. Il est enfin compté au nombre des ingénieurs blessés au Siège de Dunkerque (1646).

### Dessinateur de plans
C'est en 1642 qu'il obtint le privilège de publier les plans et relevés des différents sièges et batailles, en volumes ou en feuillets séparés. Il eut également le droit de conserver les cuivres et d'en faire usage pour le tirage des gravures.

La mutilation dont il fut l'objet au siège de Philippsburg en 1644 amène cependant ici à formuler une alternative conjecturale originale - aucun élément n'étant en tout cas fourni dans les références afférentes à ce personnage - relative à son activité de dessinateur: pour que Beaulieu ait pu poursuivre cette activité au-delà de ce siège (y compris à l'occasion d'événements où il s'illustra par son talent, tel au Secours d'Arras en 1654), il faut en effet imaginer, soit qu'il fût gaucher de son état, soit qu'il fût accompagné d'assistants suffisamment fidèles à l'œuvre originelle pour qu'elle ne s'en ressentit pas. L'extrait suivant, relatif au Secours d'Arras, fournit à ce titre un indice: 

« Sa Majesté étant bien informée de la capacité et expérience du Sr. de Beaulieu, ayde de camp en ses armées [...] l'a commis et ordonné de se transporter incontinant [...] en ladite ville d'Arras et lever le plan de tous les campements lignes et retranchements de la circonvallation, contrevallation, attaque des lignes, disposition des quartiers et logement des troupes des armées ennemies [...] et faire une description et représentation la plus exacte qu'il se pourra, et ensuite l'apporter à Sa Majesté; laquelle mande [...] de donner audit De Beaulieu toutes les lumières, l'ayde et l'assistance qu'il pourra avoir besoin. »

Il est ainsi probable que Beaulieu ne soit l'auteur que d'une étude préparatoire, qui fut finalisée par le graveur dont il s'était adjoint les services pour ce siège. Le 20 mars 1644, il obtient la charge d'ingénieur géographe ordinaire du roi.

### Distinctions
Son engagement sur les différents sièges auxquels il participa lui valut d'être anobli par le roi en janvier 1648 (lettre de noblesse, Bibliothèque Nationale de France - BNF), et fait chevalier de l'Ordre de Saint-Michel sous le nom de Seigneur Le Donjon . Un ouvrage de 1672 le cite au rang des seigneurs chevaliers de l'Ordre de Saint-Michel avec le même dénominatif, adjoint à sa qualité de seigneur de Beaulieu). 
Sa qualité de Maréchal de camp fait cependant débat. S'il est observé qu'il porta ce titre à partir de 1657, alors qu'il était encore Aide de camp en 1654 lorsque Louis XIV lui commanda la représentation du siège d'Arras , une autre source conteste l'exactitude de l'article de la Biographie Universelle de Perrault , et en particulier la détention de ce titre, de même que celui de premier ingénieur parfois rencontré. En outre, cela semble falsifier la précision additionnelle selon laquelle il mourut après avoir été honoré de la qualité de Maréchal Général des Armées du roi ,.
Il mourut le 10 août 1674 à Condé-Sainte-Libiaire, en Seine-et-Marne, où il possédait une maison. La date du 20 avril 1674, moins fréquente, est erronée.

## Œuvre

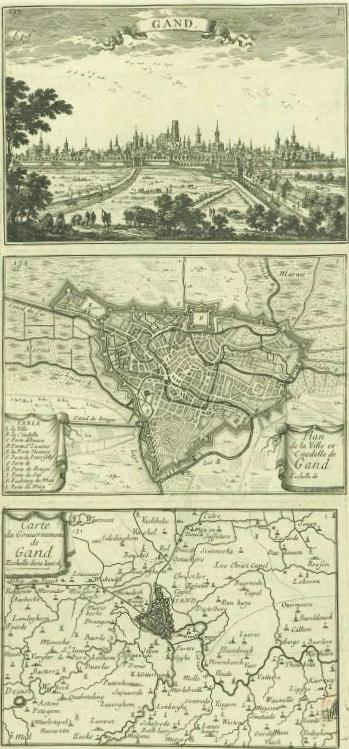
Fig. 3 La ville de Gand, (source:BNF/gallica, licence ouverte)

La qualité d'inventeur de la topographie militaire que les différents écrits prêtent à Beaulieu appelle deux commentaires :
- Ce sont longtemps les cartes de Nicolas Tassin[14],[15], également géographe du roi, que l'on utilisa pour mieux documenter les situations de terrain avant d'y combattre. Il semble que ce soit à partir du siège de Perpignan (1642, alors ville-frontière stratégique entre les royaumes de France et d'Espagne), que le roi Louis XIII lui demanda de graver[5], que cette qualité lui fut reconnue. Il consacra pas moins de cinq plans à la cité [16] M.-V. Martinez, Cahiers de la Méditerranée, 2006, 73:X-Y.
- Ce titre lui a également été contesté [7], ses représentations relevant plutôt de la perspective cavalière que de la topographie militaire à proprement parler (voir par exemple Figures 2, 3 et 4).

### LeGrand Beaulieu
Sa principale œuvre, connue sous le nom de Grand Beaulieu, s'intitule Les glorieuses conquêtes de Louis le Grand, ou Recueil de plans et vues de places assiégées, et de celles où se sont données des batailles, avec des discours, et couvre une période commençant en 1643 avec la bataille de Rocroi, jusqu'au siège de Namur en 1692. Elle fut réalisée à grands frais personnels (il est fait état de 60000 livres de ses biens propres de l'époque), pendant les décennies de son activité militaire sur le terrain. Cet ouvrage fut mené à son terme après sa mort par sa nièce, Reine-Michèle de Beaulieu veuve Des Roches, qui le  dédia et le présenta au Roi en 1694, lequel la gratifia d'une pension réputée considérable.

### LesPetits Beaulieu
Cette œuvre majeure est à distinguer de réductions tirées en in-quarto, et désignées par le nom de Petit[s] Beaulieu dont existent plusieurs versions; l'un en 3 volumes, s'intitulant Plans et profils des villes des Pays-Bas, Lorraine, Alsace, Catalogne et Franche-Comté, l'autre en 4 volumes Plans et profils, avec les descriptions des principales villes et places fortes de France, et les cartes de leurs gouvernements.
Beaulieu fut un adepte de Sébastien Leclerc et des élèves de Jacques Callot. À titre d'illustration, il fit graver les esquisses relatives au siège d'Arras (1640) par Nicolas Cochin, légitime successeur de la science du fameux Callot, qu'il recommanda entre tous. D'autres élèves comme Stephano della Bella et Collignon sont encore mentionnés. De même, une ressemblance évidente, et sans doute volontaire, a été remarquée entre le dessin du Secours d'Arras et celui relatif au Siège de La Rochelle, réalisé par Jacques Callot, et premier siège auquel le jeune Beaulieu participa.

### Caractéristiques de l'œuvre
Fréquemment, les plans et représentations de Beaulieu furent accompagnés de portraits, de relations et de descriptions d'étendue variable, qui restent le plus souvent anonymes. De même, Beaulieu s'adjoindra-t-il les services de poètes, aux fins d'exaltation de la gloire du Souverain . Ainsi, l'œuvre de Beaulieu, outre la portée opérationnelle qu'elle put avoir, comporte aussi une dimension politique et médiatique.
L'œuvre de Beaulieu compte différents types de représentations :
- des cartes de provinces ou régions, parfois colorisées (Figures 1a et 1b: Carte des Duchés de Lorraine et de Bar, orientée à l'Ouest),
- la représentation en perspective de villes et leurs fortifications (Figure 2: Ville de Nancy),
- la représentation en projection, ou plan véritable, d'une ville et ses fortifications (Figure 3 - vue intermédiaire: Ville de Gand). La figure 3 consiste par ailleurs en une représentation simultanée de la carte de la petite région, du plan de ville, et de sa représentation en perspective.
- le plan de bataille à proprement parler, représentant dans l'espace et de façon quantitative les forces en présence (Figure 4: le siège d'Ensheim).

À la suite de la contribution de Beaulieu, la topographie militaire régressera , et il faudra attendre l'avènement de la Carte de Cassini après 1750 pour donner à cet art une forme nouvelle et rigoureuse.